# 007 Is Also Gonna Die
007 Is Also Gonna Die var forløberen til Nephews fjerde studiealbum – DanmarkDenmark. Singlen blev i uge 16, 2009, udråbt til Ugens Uundgåelige på DR P3. 30. juni 2009 gik 007 Is Also Gonna Die Guld, hvilket vil sige, at singlen er blevet købt 15.000 gange.
I øvrigt blev det originale singlecover ændret en lille smule. På det originale cover er teksten 007 Is Also Gonna Die placeret i midten, hvorimod, at det på den opdaterede version er flyttet op i venstre hjørne. Dette blev gjort for at holde den røde tråd igennem Nephews artwork omkring DanmarkDenmark.
Den 4. maj 2009 fik videoen til 007 Is Also Gonna Die premiere på MTV. Dog havde læsere af Nephews nyhedsbrev kunne se den fra den 2. maj. 
Videoen er instrueret af Simon Kvamm og filmet af Michael Christensen. Videoen er en 100% performance-video, og var den eneste "rigtige" musikvideo, som blev lavet i forbindelse med DanmarkDenmark.
Ligesom alle andre Nephew-singler, så er 007 Is Also Gonna Die ikke udgivet fysisk. Der findes dog, eftersigende[kilde mangler], omkring 50 stk radiopromotion-singler. Dette er et højere antal end normalt, hvilket hænger sammen med, at 007 Is Also Gonna Die var førstesinglen.